# Stephen Dobyns
Stephen Dobyns, né le 19 février 1941 à Orange dans l'état du New Jersey aux États-Unis, est un poète, un journaliste et un écrivain américain de roman policier humoristique et de thriller.

## Biographie
Etudes à l'université de Wayne State à Détroit, dont il sort diplômé en 1964. Il intègre le programme Iowa Writers' Workshop de l'université de l'Iowa qui lui décerne un master en écriture créative en 1967. Il entre au journal The Detroit News avant de se diriger vers l'écriture et l'enseignement, travaillant entre autres aux universités de Syracuse, Boston et de l'Iowa.
Poète et auteur célèbre aux États-Unis, Stephen Dobyns est avant tout connu en France pour son œuvre de romancier. Auteur de vingt et un romans, il en consacre une douzaine aux enquêtes de Charlie Bradshaw, un détective privé de Saratoga Springs. En marge de cette série, il publie également d'autres récits policiers, dont quatre ont été traduits en France. Cold Dog Soup, écrit en 1985, est paru dans la collection La Noire en 1993 et a été adapté à deux reprises au cinéma : d'abord par Alan Metter en 1989, puis par Frédéric Comtet en 1999, avec Michèle Laroque, Didier Bourdon, Line Renaud, Muriel Robin et Etienne Chatiliez sous le titre Doggy Bag. The Two Deaths of Senora Puccini (1988) est adapté par Nicolas Roeg en 1995 et traduit en France en 1998 sous le titre Les Deux Morts de la senora Puccini. Ces deux romans s'inscrivent dans le genre du roman policier humoristique. Deux autres récits, Sépulture (The Church of Dead Girls) et Persécution (Boys in Water), s'orientent plutôt vers le thriller. Autre traduction disponible en France, Quel dommage (Eating Naked), un recueil de nouvelles écrit en 2000 et traduit en 2004 pour le compte de la maison d'éditions Phébus.

## Œuvres

### SérieCharlie Bradshaw
- Saratoga Longshot (1976)
- Saratoga Swimmer (1981)
- Saratoga Headhunter (1985)
- Saratoga Snapper (1986)
- Saratoga Bestiary (1988)
- Saratoga Hexameter (1990)
- Saratoga Haunting (1993)
- Saratoga Backtalk (1994)
- Saratoga Fleshpot (1995)
- Saratoga Strongbox (1998)
- A Man of Little Evils (1973)
- Dancer With One Leg (1983)

### Romans indépendants
- Cold Dog Soup (1985) Publié en français sous le titre Un chien dans la soupe, Paris, Gallimard, La Noire, 1993, réédition Paris, Gallimard, Folio policier no 31, 1998, traduction de Philippe Rouard.
- A Boat Off the Coast (1987)
- The Two Deaths of Senora Puccini (1988) Publié en français sous le titre Les Deux Morts de la senora Puccini, Paris, J'ai lu, 1999.
- The House on Alexandrine (1990)
- After Shocks/Near Escapes (1991)
- The Wrestler's Cruel Study (1993)
- The Church of Dead Girls (1997) Publié en français sous le titre Sépulture, Paris, France-Loisirs, 1998, rééd. Calmann-Lévy, Suspense, 2001.
- Boy in the Water (1999) Publié en français sous le titre Persécution, Paris, Calmann-Lévy, Suspense, 2000.
- The Burn Palace (2013)

### Recueils de nouvelles
- Eating Naked (2000) Publié en français sous le titre Quel dommage, Paris, Phébus, 2004.

### Poésie
- Concurring Beasts (1972)
- Griffon: Poems (1976)
- Heat Death (1980)
- The Balthus Poems (1982)
- Black Dog, Red Dog (1984)
- Cemetery Nights (1987)
- Body Traffic (1990)
- Velocities: New and Selected Poems, 1966-1992 (1994)
- Common Carnage (1996)
- Pallbearers Envying the One Who Rides (1999)
- The Porcupine's Kisses (2002)
- Mystery, So Long (2005)
- Winter's Journey (2010)

### Essais
- Best Words, Best Order: Essays on Poetry (1996)
- Next Word, Better Words: The Craft of Writing Poetry (2011)

## Adaptations

### Au cinéma
- 1989 : Cold Dog Soup (en), film anglais réalisé par Alan Metter, d'après le roman Cold Dog Soup, avec Randy Quaid et Frank Whaley.
- 1995 : Two Deaths, film anglais réalisé par Nicolas Roeg, d'après le roman The Two Deaths of Senora Puccini, avec Sonia Braga et Patrick Malahide.
- 1999 : Doggy Bag, film français réalisé par Frédéric Comtet, d'après le roman Cold Dog Soup, avec Michèle Laroque, Didier Bourdon et Line Renaud.

## Sources
- Claude Mesplède (dir.), Dictionnaire des littératures policières, vol. 1 : A - I, Nantes, Joseph K, coll. « Temps noir », 2007, 1054 p. (ISBN 978-2-910-68644-4, OCLC 315873251), p. 602-603.